# Pietradefusi
Pietradefusi é uma comuna italiana da região da Campania, província de Avellino, com cerca de 2.551 habitantes. Estende-se por uma área de 9 km², tendo uma densidade populacional de 283 hab/km². Faz fronteira com Calvi (BN), Montefusco, Montemiletto, San Nazzaro (BN), Torre Le Nocelle, Venticano.

## Demografia
| Variação demográfica do município entre 1861 e 2011                               |
|                                                                                   |
| Fonte: Istituto Nazionale di Statistica (ISTAT) - Elaboração gráfica da Wikipedia |